# Kypärämäki
Kypärämäki est un quartier de Jyväskylä en Finlande.

## Description
Kypärämäki fait partie du district de Kypärämäki-Kortepohja.

## Lieux et monuments

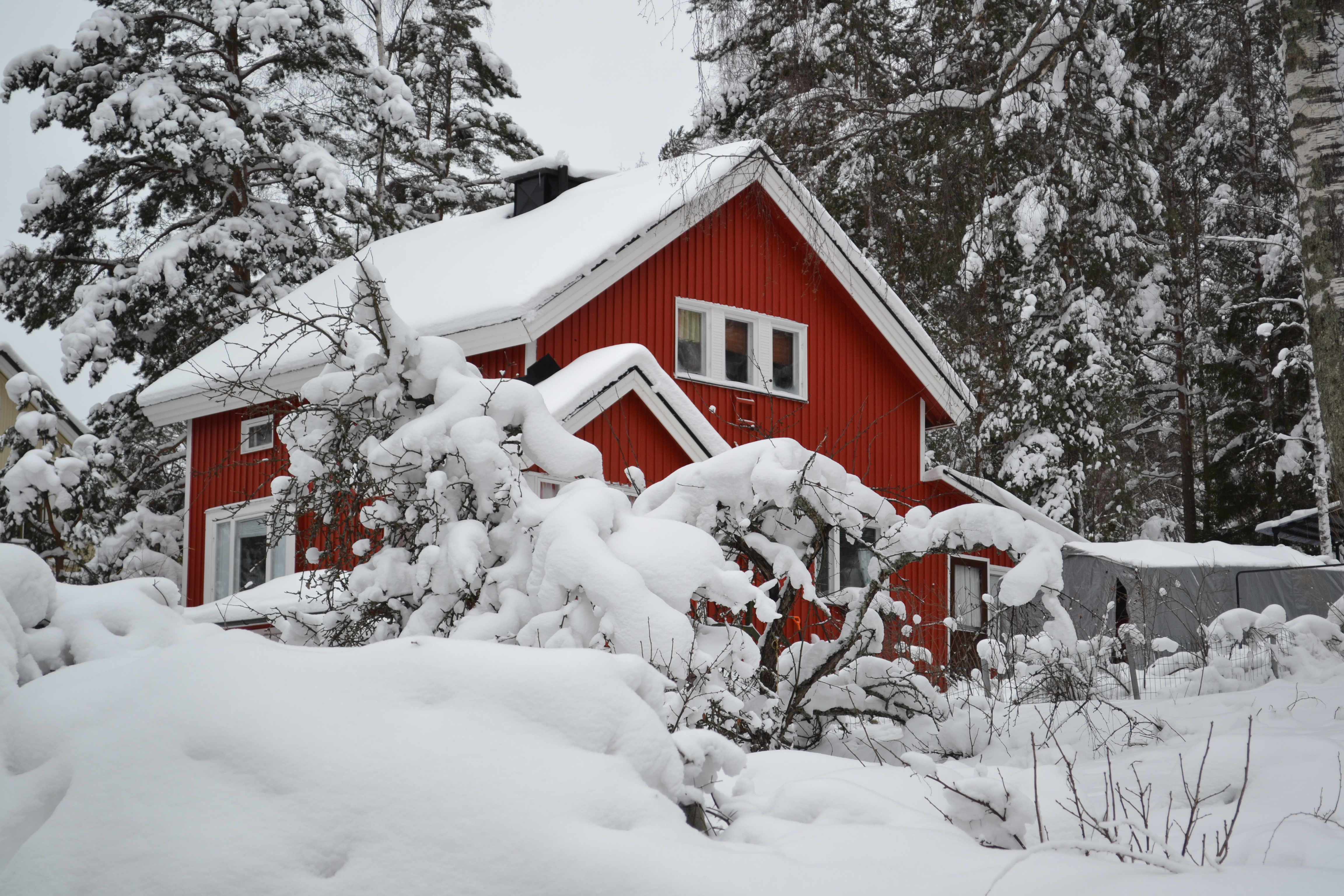
Maion rue Vuorikatu.
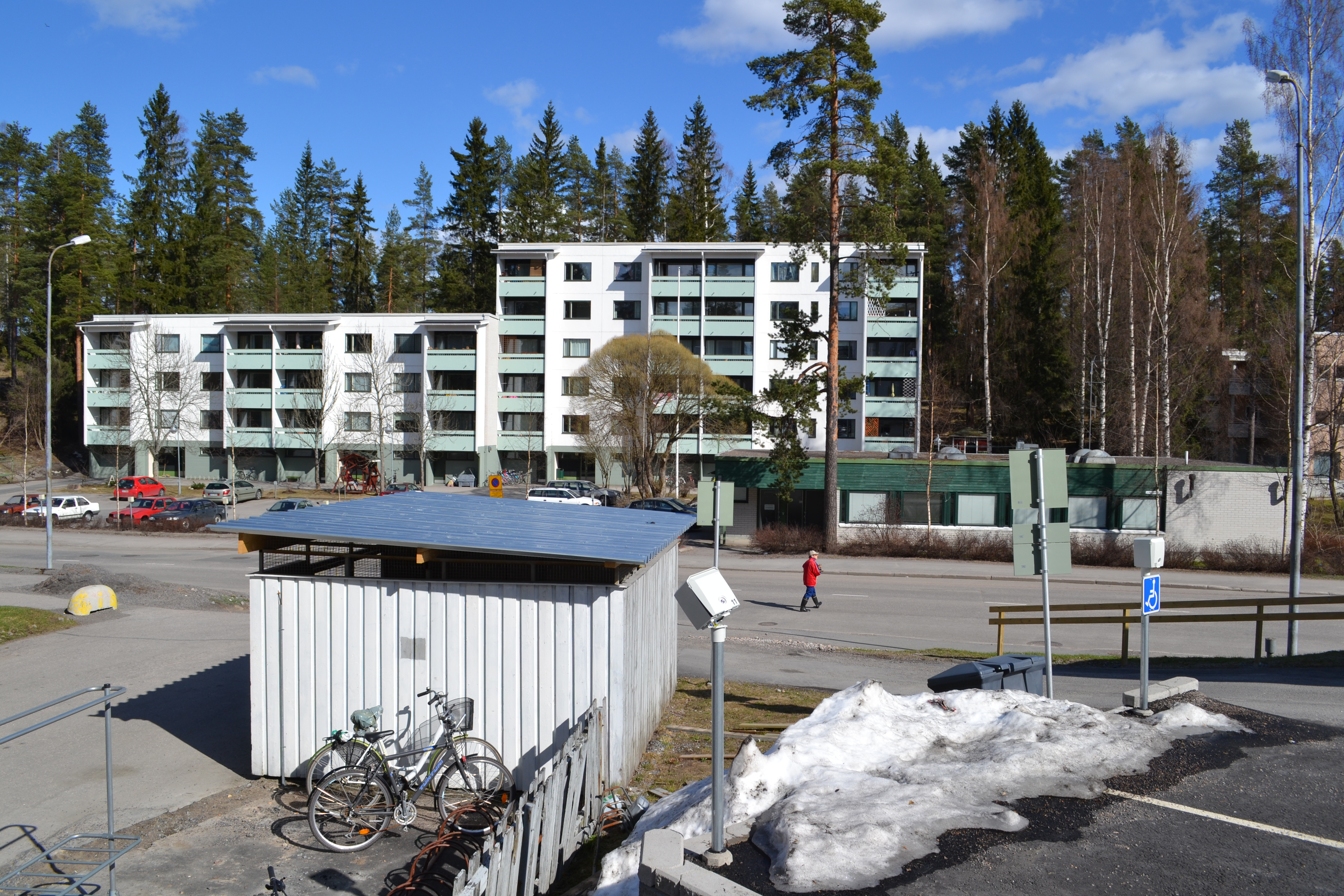
Kypärätie 6.
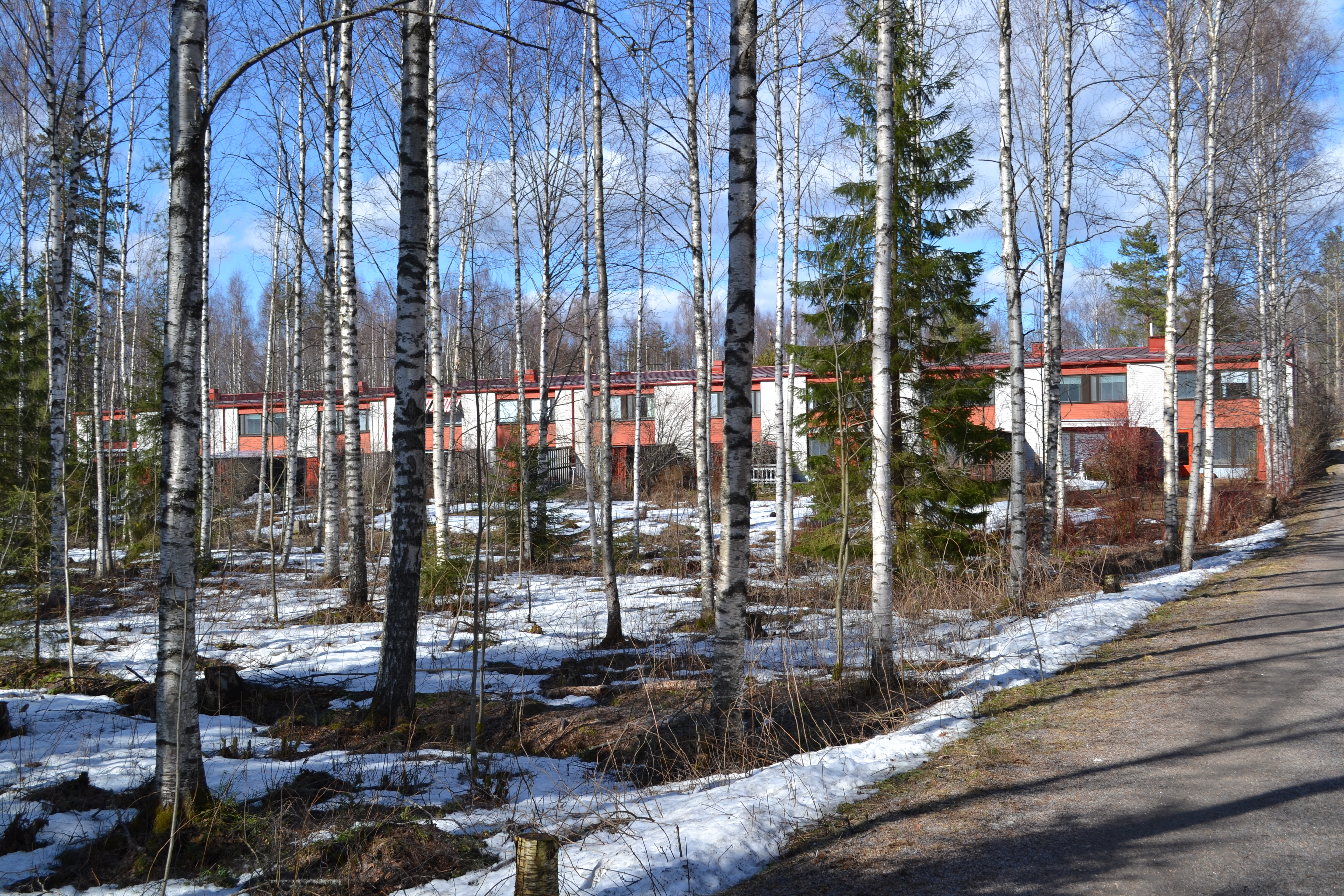
Kahakatu 1.
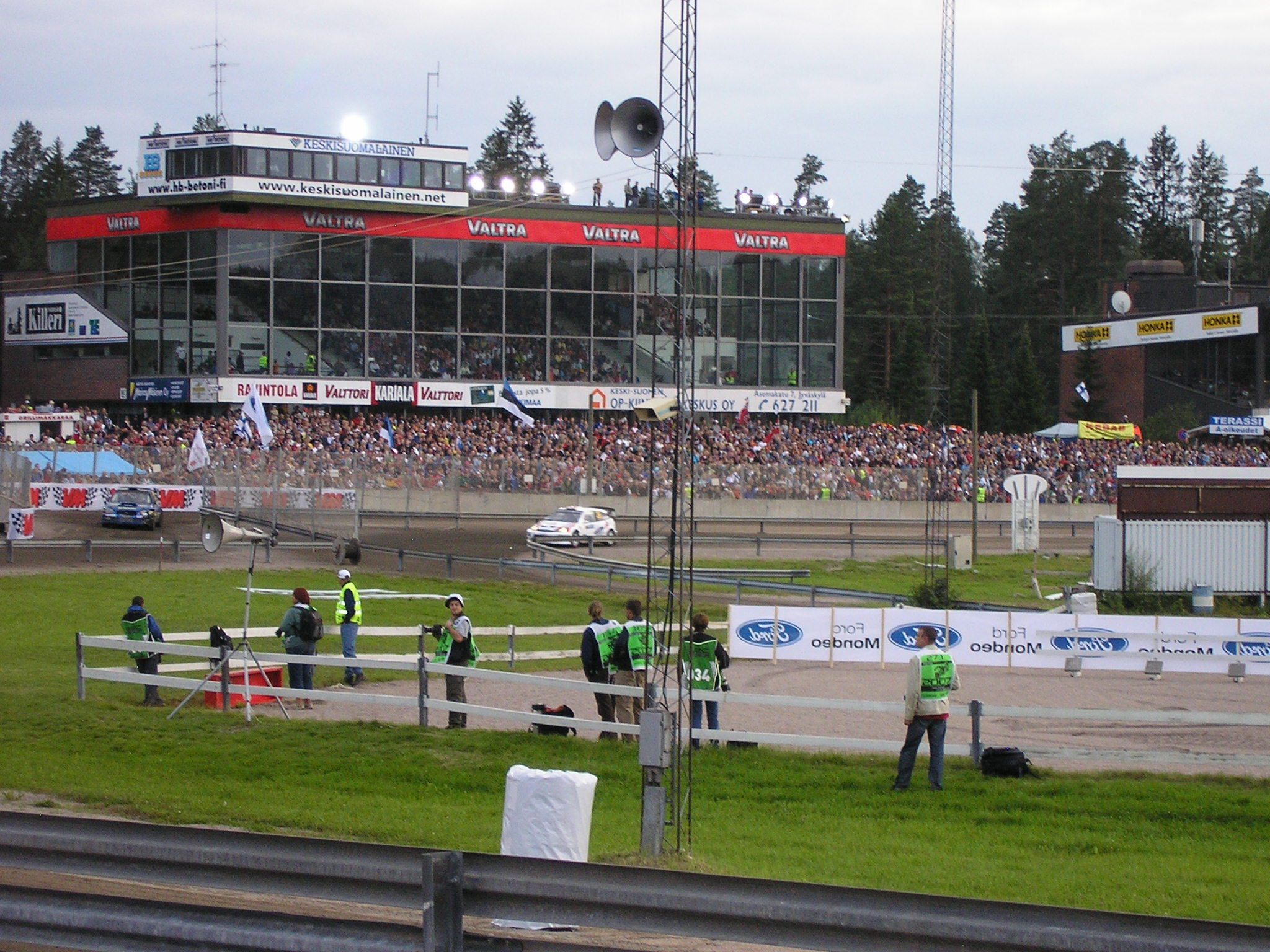
Course pendant le rallye de Finlande.
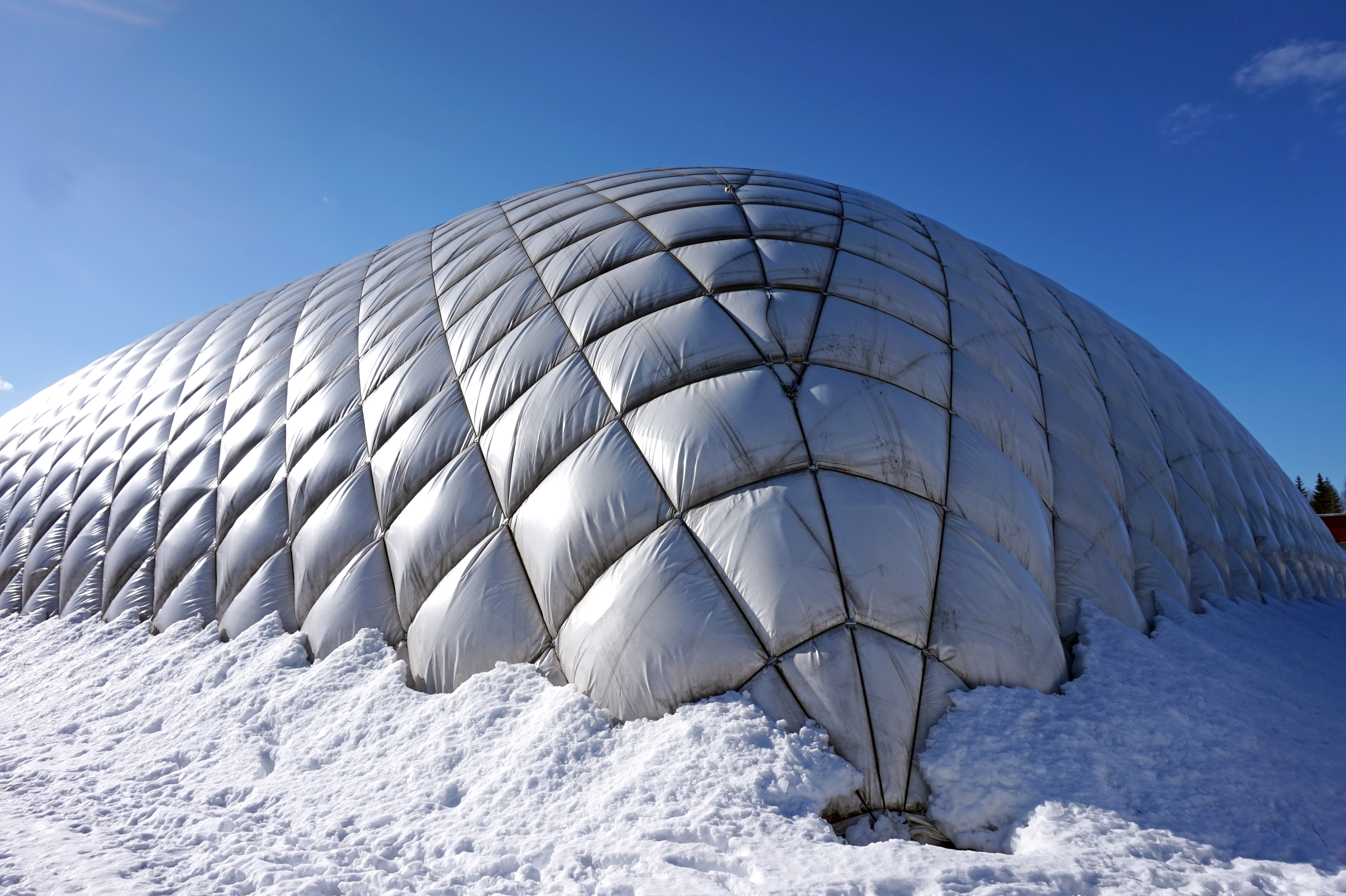
Centre sportif Killeri.
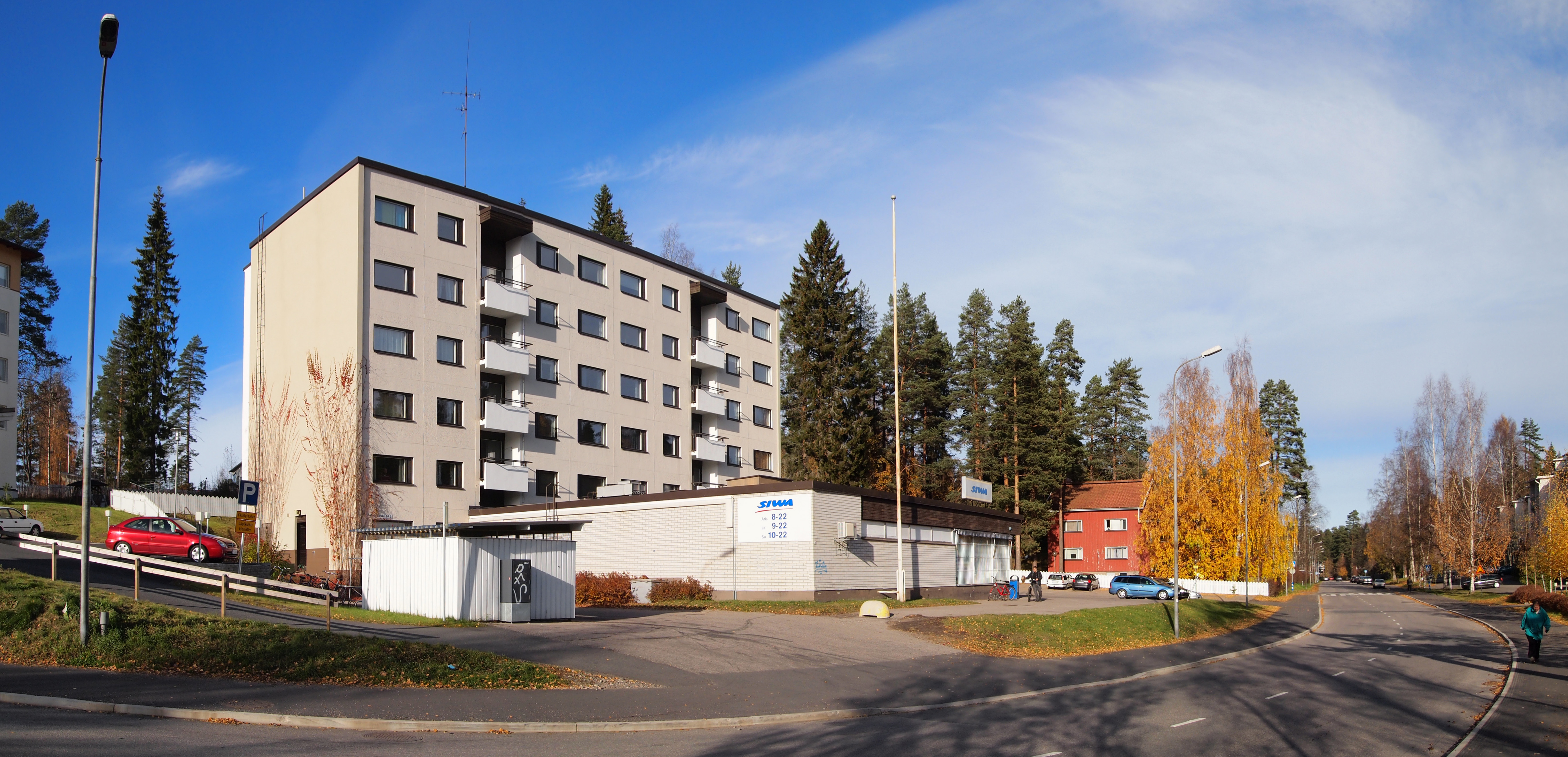
Immeuble de Kypärämäki